# 汤聘
汤聘（1706年—1769年），字莘来，号稼堂，浙江仁和人。清朝政治人物。

## 生平
清雍正十三年（1735年）中举，乾隆元年（1736年，丙辰科）进士二甲第八十四名。先任吏部骓封司额外主事，补授吏部考功司主事，历升本司员外郎，中调补文选司郎中。
十年十月，任陝西道監察御史。十二年二月，任翻譯鄉試內簾監試。十三年，轉任刑科掌印給事中。十五年六月，任陝西鄉試正考官。八月，任提督江西學政。十八年，任湖南辰沅永靖道。十九年正月，任湖南布政使。二十年十月，丁父憂。二十二年五月，服闕，獲命以布政使銜署陝西按察使，未赴任，授江西布政使。
二十五年十二月，因饋贈巡撫阿思哈事發被革職留用。二十六年八月，授湖北巡撫。二十七年八月，調任江西巡撫。二十八年五月，因失察革職，罰修孝感縣城堤。二十九年十月工竣，授湖南按察使。三十年三月，擢升陕西布政使。十一月，再擢湖北巡撫。三十一年二月，調雲南巡撫。
三十二年正月，雲南總督楊應琚獲罪，皇帝先命湯聘巡撫貴州。四月，湯聘自請嚴議，得旨仍赴貴州新任。五月，有證據顯示楊應琚的諸多罪行，湯聘都是知而不報，於是被革職並交刑部治罪。原擬處斬，十月改緩決。三十四年三月亡故。著有《稼堂漫存稿》。

## 外部連結
- 汤聘 （页面存档备份，存于） 中研院史語所